# Liste der Biografien/Isa
Liste der Biografien |
Portal Biografien |
Personensuche
# |
A |
B |
C |
D |
E |
F |
G |
H |
I |
J |
K |
L |
M |
N |
O |
P |
Q |
R |
S |
T |
U |
V |
W |
X |
Y |
Z |
?
 
Ia |
Ib |
Ic |
Id |
Ie |
If |
Ig |
Ih |
Ii |
Ij |
Ik |
Il |
Im |
In |
Io |
Ip |
Iq |
Ir |
Is |
It |
Iu |
Iv |
Iw |
Ix |
Iy |
Iz
 
Isa |
Isb |
Isc |
Isd |
Ise |
Isf |
Isg |
Ish |
Isi |
Isj |
Isk |
Isl |
Ism |
Isn |
Iso |
Isp |
Isr |
Iss |
Ist |
Isu |
Isw |
Isy
Die Liste der Biografien führt alle Personen auf, die in der deutschsprachigen Wikipedia einen Artikel haben. Dieses ist eine Teilliste mit 294 Einträgen von Personen, deren Namen mit den Buchstaben „Isa“ beginnt.

## Isa
- Isa (* 1998), schwedische Sängerin und Songwriterin
- Isa Agha († 1875), jesidisches Oberhaupt
- Isa I. (1848–1932), Herrscher von Bahrain
- Isa ibn Nasturus († 997), Chefminister des Fatimidenkalifs al-Aziz (994–996)
- Isa, Dawid († 1882), jesidisches Oberhaupt in Sindschar
- Isa, Dolkun (* 1967), uigurisch-deutscher Politiker und Aktivist
- Isa, Harun (* 1969), jugoslawischer Fußballspieler
- Isa, Hidenori (* 1976), japanischer Biathlet
- Isa, Ismail (* 1989), bulgarisch-türkischer Fußballspieler
- Isa, Kōhei (* 1991), japanischer Fußballspieler
- Isa-tai, Comanche-Krieger und Medizinmann

### Isaa
- Isaac ben Reuben Albargeloni (* 1043), Talmudist und Dichter
- Isaac Mullen, Pedro (* 1985), kubanischer Ringer
- Isaac Oviawe, Demi (* 2000), irische Schauspielerin
- Isaac, Alfred (1888–1956), deutscher Wirtschaftswissenschaftler
- Isaac, Augie (* 2000), US-amerikanischer Schauspieler
- Isaac, Benjamin (* 1945), israelischer Althistoriker
- Isaac, Bobby (1932–1977), US-amerikanischer NASCAR-Rennfahrer und Meister
- Isaac, Glynn (1937–1985), südafrikanischer Paläoanthropologe
- Isaac, Heinrich († 1517), franko-flämischer Komponist und Sänger der Renaissance
- Isaac, Ismaël (* 1966), ivorischer Sänger (Côte d'Ivoire)
- Isaac, James (1960–2012), US-amerikanischer Filmregisseur
- Isaac, Jeffrey (* 1956), US-amerikanischer Maler und Videokünstler
- Isaac, Joan (* 1953), katalanischer Singer-Songwriter
- Isaac, Jonathan (* 1997), US-amerikanischer Basketballspieler
- Isaac, Jules (1877–1963), französischer Historiker
- Isaac, Leandro (* 1953), osttimoresischer Politiker
- Isaac, Mia (* 2004), US-amerikanische Schauspielerin, Regisseurin und Drehbuchautorin
- Isaac, Oscar (* 1979), guatemaltekisch-US-amerikanischer Schauspieler und FilmproduzentOscar Isaac (* 1979)

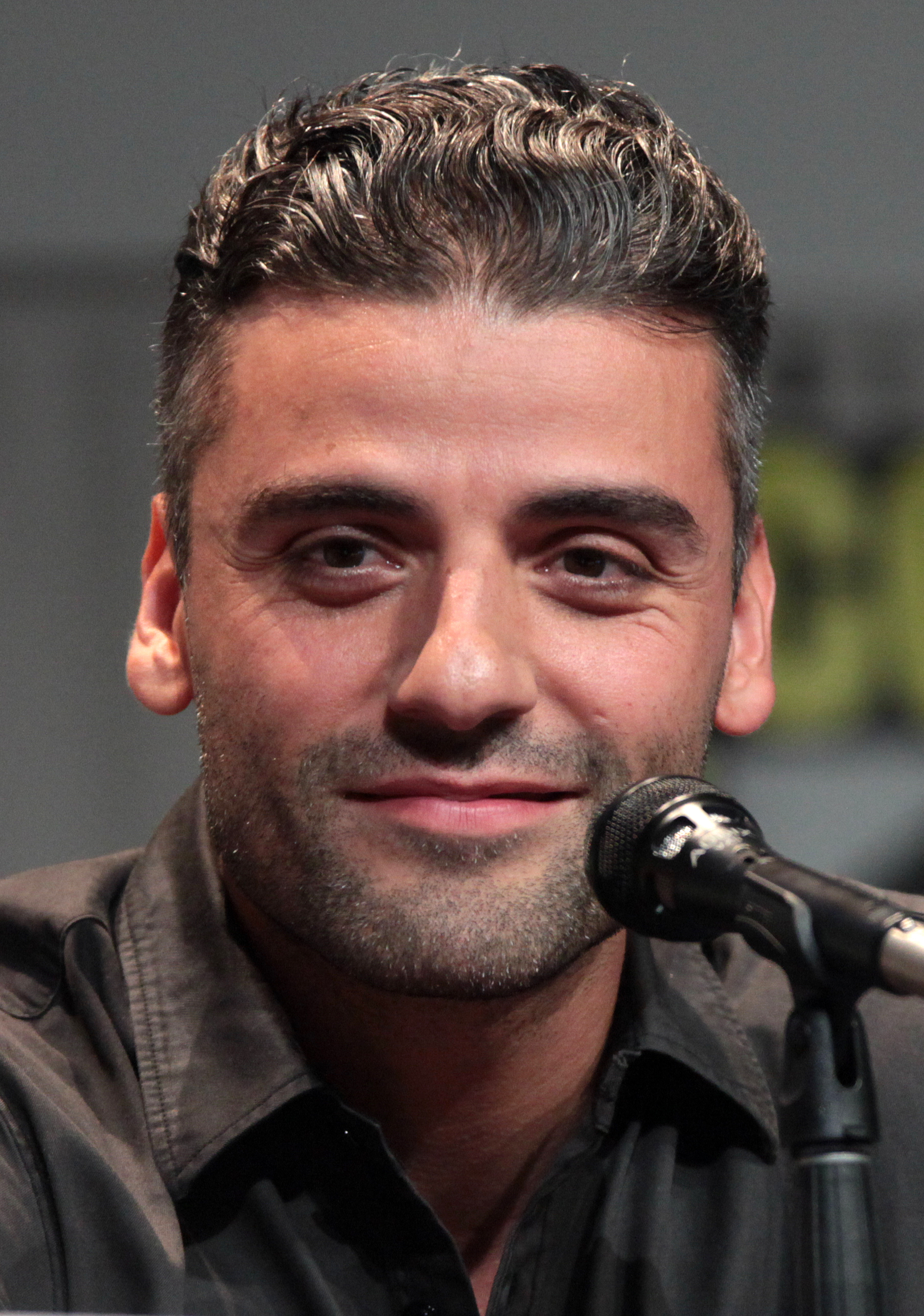
Oscar Isaac (* 1979)

- Isaac, Patricia (* 1987), kanadische Schauspielerin und Synchronsprecherin
- Isaac, Rhys (1937–2010), südafrikanischer Historiker
- Isaac, Robert M. (1928–2008), US-amerikanischer Politiker
- Isaac, Shashi (* 1982), Fußballspieler von St. Kitts und Nevis
- Isaac, Simon (1881–1942), deutscher Internist und Diabetesforscher
- Isaac, Vernon (1913–1999), US-amerikanischer Jazzmusiker
- Isaac-Bénédic, Armand (1875–1962), französischer Curler
- Isaachsen, Olaf (1835–1893), norwegischer Maler
- Isaacius, byzantinischer Exarch von Ravenna
- Isaacks, Heinrich (* 1985), namibischer Fußballspieler
- Isaacks, Levie (* 1946), US-amerikanischer Kameramann
- Isaacman, Jared (* 1983), US-amerikanischer Geschäftsmann, Milliardär, Pilot und Amateur-AstronautJared Isaacman (* 1983)

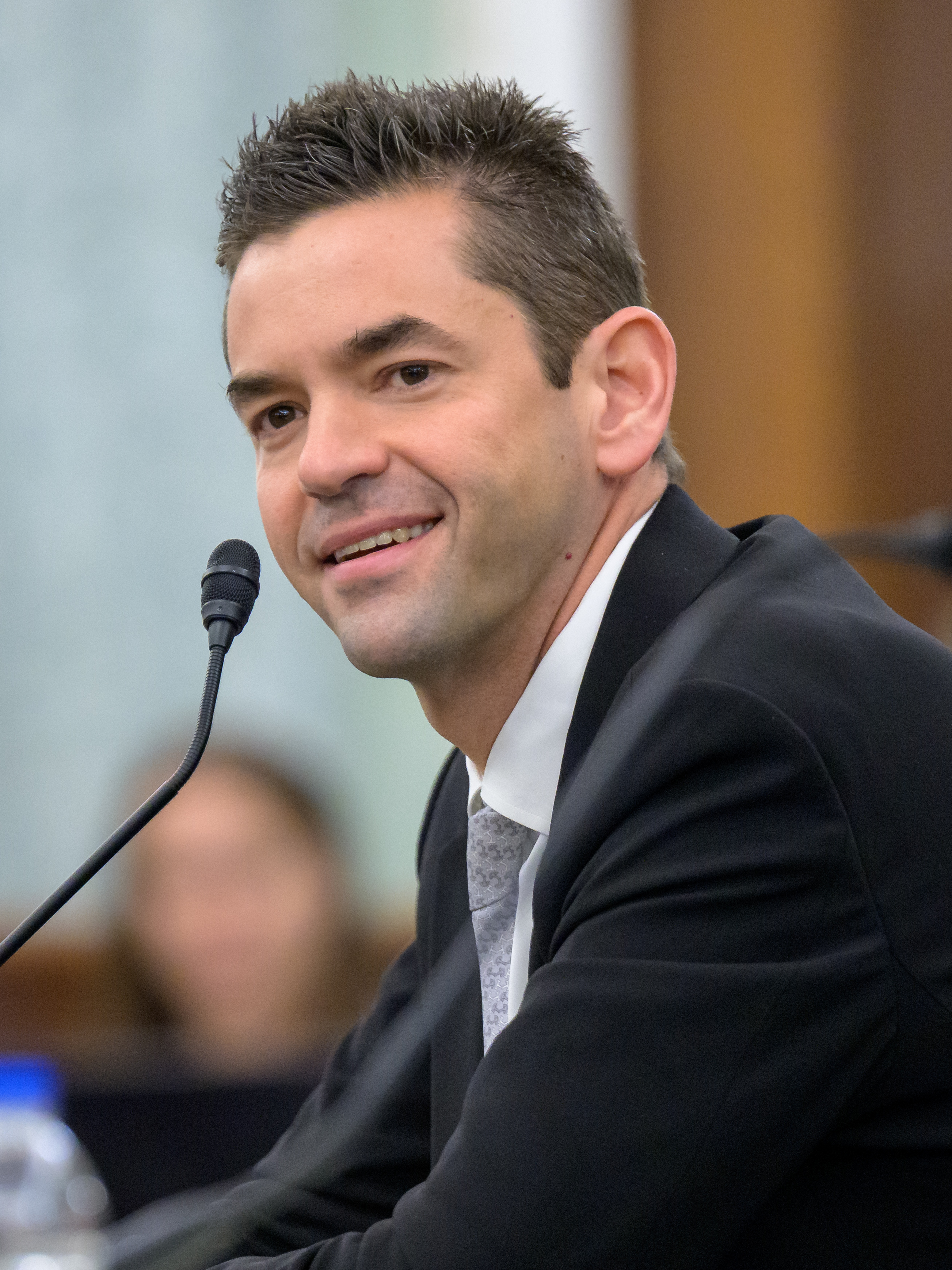
Jared Isaacman (* 1983)

- Isaacs, Alick (1921–1967), britischer Virologe und Immunologe
- Isaacs, Brian (* 1967), namibischer Fußballspieler und -trainer
- Isaacs, Gardeo (* 1998), südafrikanischer Sprinter
- Isaacs, George (1883–1979), britischer Gewerkschafter und Politiker (Labour Party), Mitglied des House of Commons und Minister
- Isaacs, Gerald, 2. Marquess of Reading (1889–1960), britischer Jurist und Politiker
- Isaacs, Gregory (1951–2010), jamaikanischer Reggae-Sänger
- Isaacs, Harold (1910–1986), US-amerikanischer Journalist und Politikwissenschaftler
- Isaacs, Harry (1902–1973), englischer Pianist und Musikpädagoge
- Isaacs, Harry (1908–1961), südafrikanischer Boxer
- Isaacs, Henry (1830–1909), englischer Geschäftsmann und Politiker, 1889/1890 war er Lordmayor von London
- Isaacs, Hyam (1927–2003), südafrikanischer Physiologe
- Isaacs, I. Martin (1940–2025), US-amerikanischer Mathematiker
- Isaacs, Ike (1919–1996), britischer Jazzgitarrist
- Isaacs, Ike (1923–1981), US-amerikanischer Jazzbassist
- Isaacs, Isaac (1855–1948), Oberster Richter und Generalgouverneur Australiens
- Isaacs, Jason (* 1963), britischer SchauspielerJason Isaacs (* 1963)

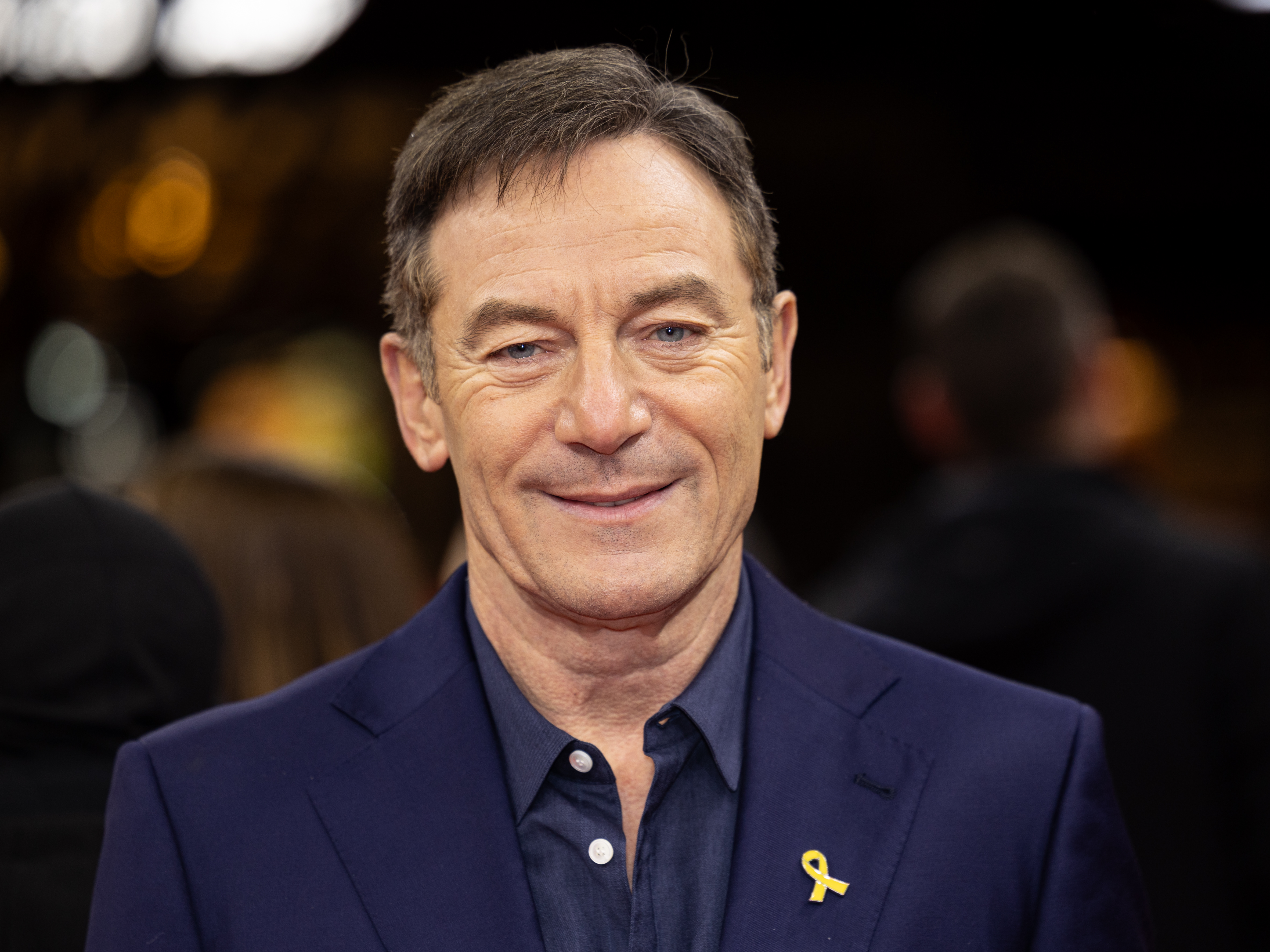
Jason Isaacs (* 1963)

- Isaacs, Jeremy (* 1932), britischer Fernsehproduzent
- Isaacs, Jorge (1837–1895), kolumbianischer Schriftsteller und liberaler Politiker
- Isaacs, Leonard (1909–1997), englisch-kanadischer Pianist, Musikpädagoge und Komponist
- Isaacs, Nadine (1942–2004), jamaikanische Architektin und Hochschullehrerin
- Isaacs, Rufus (1914–1981), US-amerikanischer Mathematiker
- Isaacs, Rufus, 1. Marquess of Reading (1860–1935), britischer Politiker und Jurist
- Isaacs, Sam (1845–1920), australischer Aborigine
- Isaacs, Simon, 4. Marquess of Reading (* 1942), britischer Aristokrat, Bankier und Philanthrop
- Isaacs, Stella, Marchioness of Reading (1894–1971), britische Adelige
- Isaacs, Susie (* 1946), US-amerikanische Pokerspielerin
- Isaacsohn, Siegfried (1845–1882), deutscher Pädagoge, Historiker und Lehrer
- Isaacson von Newfort, Heinrich (1813–1896), österreichischer Offizier
- Isaacson, Harunaga (* 1965), japanischer Indologe
- Isaacson, Jeff (* 1983), US-amerikanischer Curler
- Isaacson, Joseph Jacob (1859–1942), niederländischer Maler, Zeichner und Fotograf
- Isaacson, Walter (1910–1999), deutscher Pädagoge und Emigrant, Lehrer an Landschulheimen
- Isaacson, Walter (* 1952), US-amerikanischer SchriftstellerWalter Isaacson (* 1952)

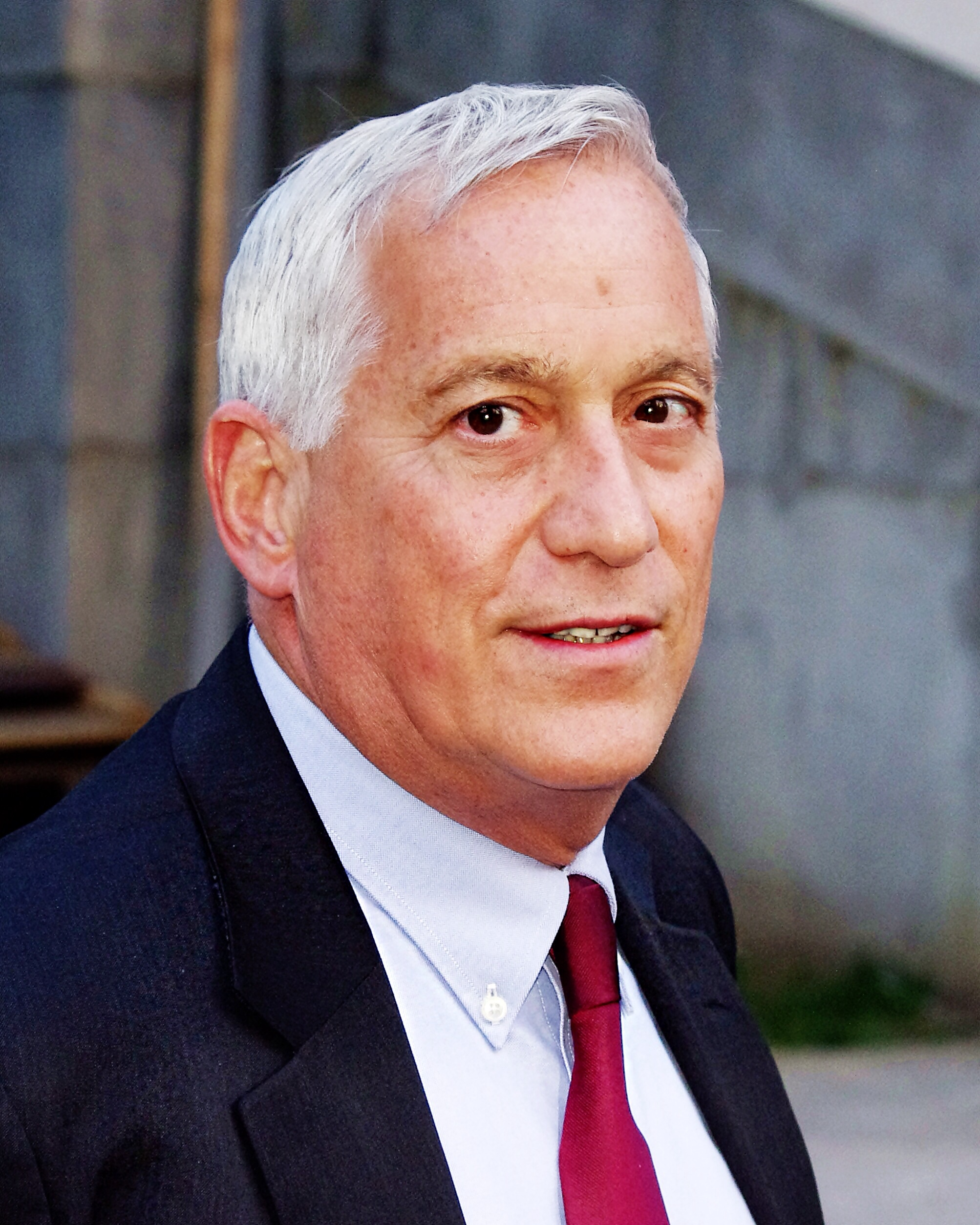
Walter Isaacson (* 1952)

- Isaak, erster historisch fassbarer Bischof von Genf
- Isaak, Patriarch von Jerusalem
- Isaak, Graf von Cambrai
- Isaak († 1429), Negus Negest (Kaiser) von Äthiopien
- Isaak Albalag, jüdischer Philosoph
- Isaak aus Aachen, deutsch-jüdischer Dolmetscher und Verhandlungsführer bei Harun al Raschid
- Isaak ben Eleasar, jüdischer Schriftgelehrter
- Isaak ben Eleasar ha-Levi, Rabbiner und Talmudgelehrter
- Isaak ben Eliakum, jiddischer Schriftsteller
- Isaak ben Jakob ha-Kohen, jüdischer Gelehrter, Kabbalist
- Isaak ben Josef ibn Polegar, spanisch-jüdischer Gelehrter
- Isaak ben Meïr aus Düren, deutscher Rabbiner und Dezisor
- Isaak ben Melchisedek von Siponto, italienischer Rabbiner
- Isaak ben Mordechai, italienisch-jüdischer Gelehrter und Arzt
- Isaak ben Mose, jüdischer Gelehrter
- Isaak ben Mose Hallevi Profiat Duran, jüdischer Gelehrter, Autor, Satiriker
- Isaak ben Samuel, Kabbalist, ursprünglich Anhänger des Maimonides
- Isaak ben Scheschet (1326–1408), jüdischer Gelehrter
- Isaak der Blinde, jüdischer Gelehrter, Kabbalist
- Isaak der Große († 439), armenischer Geistlicher, Heiliger, Katholikos (oder Patriarch) von Armenien
- Isaak Dukas Batatzes († 1261), byzantinischer Aristokrat, Bruder von Kaiser Johannes III.
- Isaak I. († 1061), byzantinischer Kaiser (1057–1059)
- Isaak ibn Latif, spanisch-jüdischer Religionsphilosoph
- Isaak II. (1155–1204), byzantinischer KaiserIsaak II. (1155–1204)

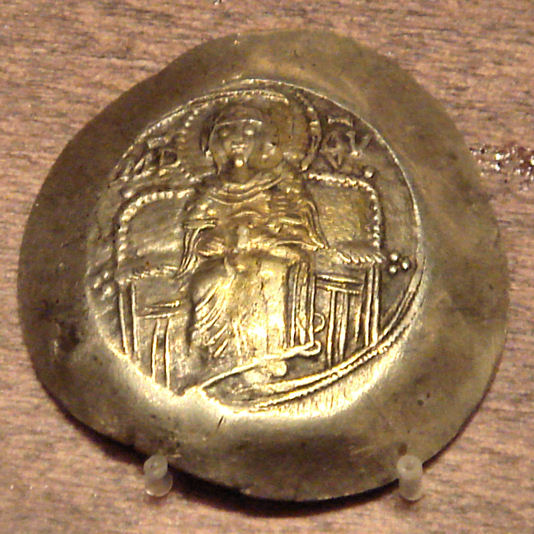
Isaak II. (1155–1204)

- Isaak Komnenos, byzantinischer Usurpator gegen Kaiser Isaak II.
- Isaak Komnenos, byzantinischer General und Sebastokrator, Bruder von Kaiser Alexios I.
- Isaak Komnenos (* 1093), byzantinischer Prinz, Sohn von Kaiser Alexios I.
- Isaak Komnenos, byzantinischer Prinz und Thronprätendent, Sohn von Kaiser Johannes II.
- Isaak Komnenos, Kaiser von Zypern
- Isaak Komnenos Batatzes († 1196), byzantinischer Aristokrat, Schwiegersohn von Kaiser Alexios III.
- Isaak Laskaris, byzantinischer Sebastokrator, Bruder von Kaiser Theodor I. und Usurpator gegen Kaiser Johannes III.
- Isaak Nestongos, byzantinischer Aristokrat, Verschwörer gegen Kaiser Johannes III.
- Isaak von Antiochien, christlicher Theologe der Antike
- Isaak von Dalmatien († 396), byzantinischer Mönch, Prophet und Heiliger
- Isaak von Montjoie, deutscher jüdischer Unternehmer und Gemeindevorsteher
- Isaak von Ninive, Bischof, Heiliger, Asket, Mystiker
- Isaak von Stella († 1178), Zisterzienserabt und Schriftsteller
- Isaak, Aaron (1730–1816), Gründer der jüdischen Gemeinde in Stockholm
- Isaak, Chris (* 1956), US-amerikanischer Sänger und FilmschauspielerChris Isaak (* 1956)

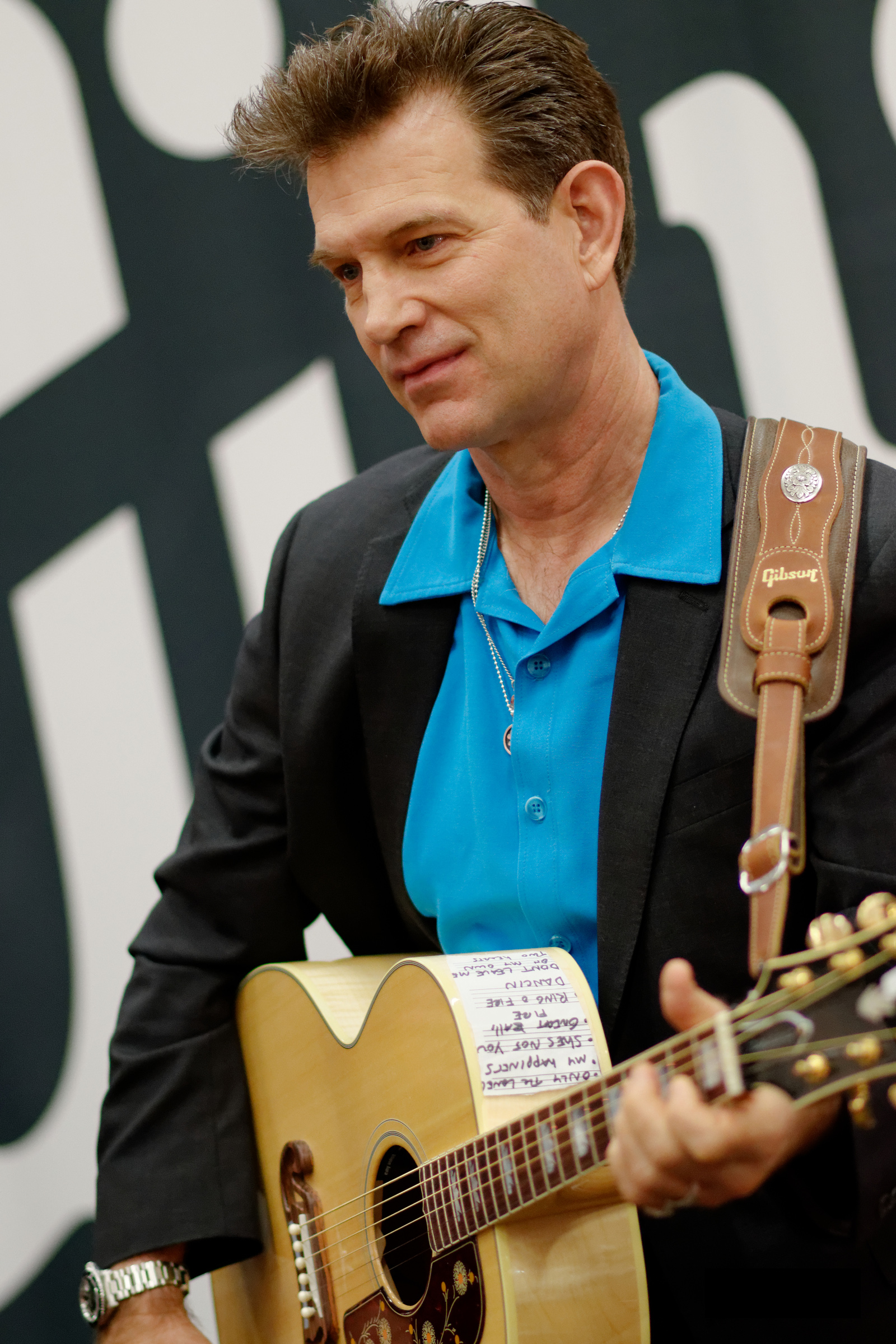
Chris Isaak (* 1956)

- Isaak, Dawit (* 1964), schwedischer Journalist
- Isaak, Dirk, namibischer traditioneller Führer
- Isaak, George (1933–2005), australischer Physiker
- Isaak, Tassos (1972–1996), zyprischer Demonstrant, Opfer des Zypernkonflikts
- Isaak, Zhenja (* 1985), deutscher Schauspieler
- Isaakowa, Michalina (1880–1937), polnische Entomologin
- Isaakson, Eduard (1841–1913), deutscher Kaufmann und Politiker, MdHB
- Isaaz, Alice (* 1991), französische Schauspielerin

### Isab
- Isabeau († 1435), Königin von Frankreich
- Isabeau d’Albret (* 1512), französische Adlige
- Isabekjan, Edouard (1914–2007), armenisch-sowjetischer Maler und Grafiker
- Isabel de Guevara, spanische Konquistadorin
- Isabel de Portugal (1397–1471), Tochter Johanns I. von Portugal und Ehefrau Philipps III. von Burgund
- Isabel von Gloucester († 1217), Countess of Gloucester; Ehefrau des späteren Königs Johann Ohneland
- Isabel von Portugal (1432–1455), Königin von Portugal
- Isabel von Spanien (1821–1897), spanische Infantin
- Isabel, Countess of Menteith, schottische Adlige
- Isabella († 1395), Gräfin von Neuenburg
- Isabella († 1453), Herzogin von Lothringen (1431–1453)
- Isabella Bruce († 1358), Königin von Norwegen
- Isabella Clara Eugenia von Spanien (1566–1633), spanische Infantin und Statthalterin der spanischen Niederlande
- Isabella Clara von Österreich (1629–1685), Erzherzogin von Österreich, durch Heirat Herzogin von Mantua
- Isabella de Coucy (* 1332), Gattin von Enguerrand VII. de Coucy
- Isabella d’Este (1474–1539), Markgräfin von Mantua, Kunstsammlerin der italienischen Renaissance
- Isabella I. (1170–1205), Königin von Jerusalem
- Isabella I. (1451–1504), Königin von KastilienIsabella I. (1451–1504)

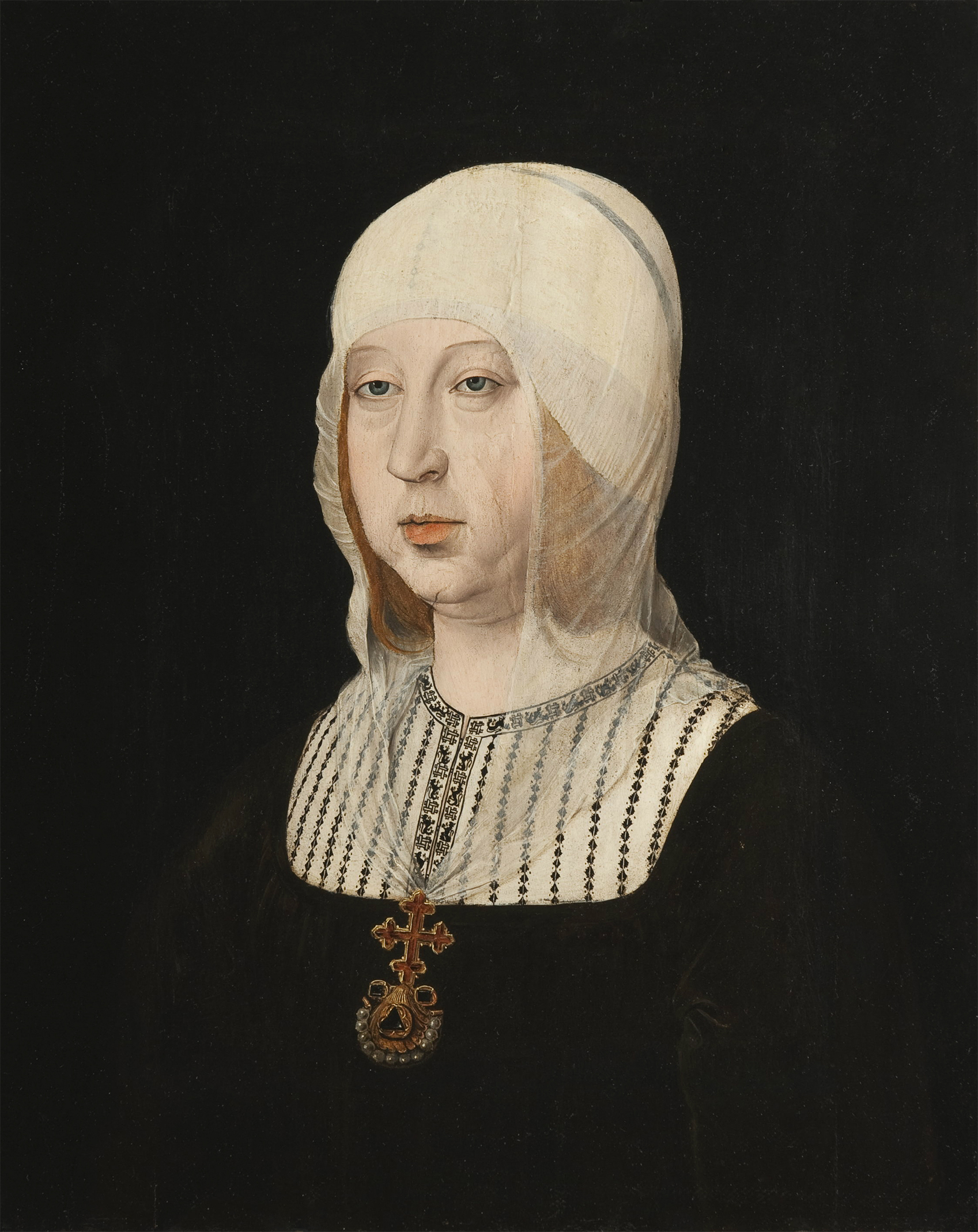
Isabella I. (1451–1504)

- Isabella II. (1212–1228), Königin von Jerusalem
- Isabella II. (1830–1904), Königin von Spanien (1833–1868)Isabella II. (1830–1904)

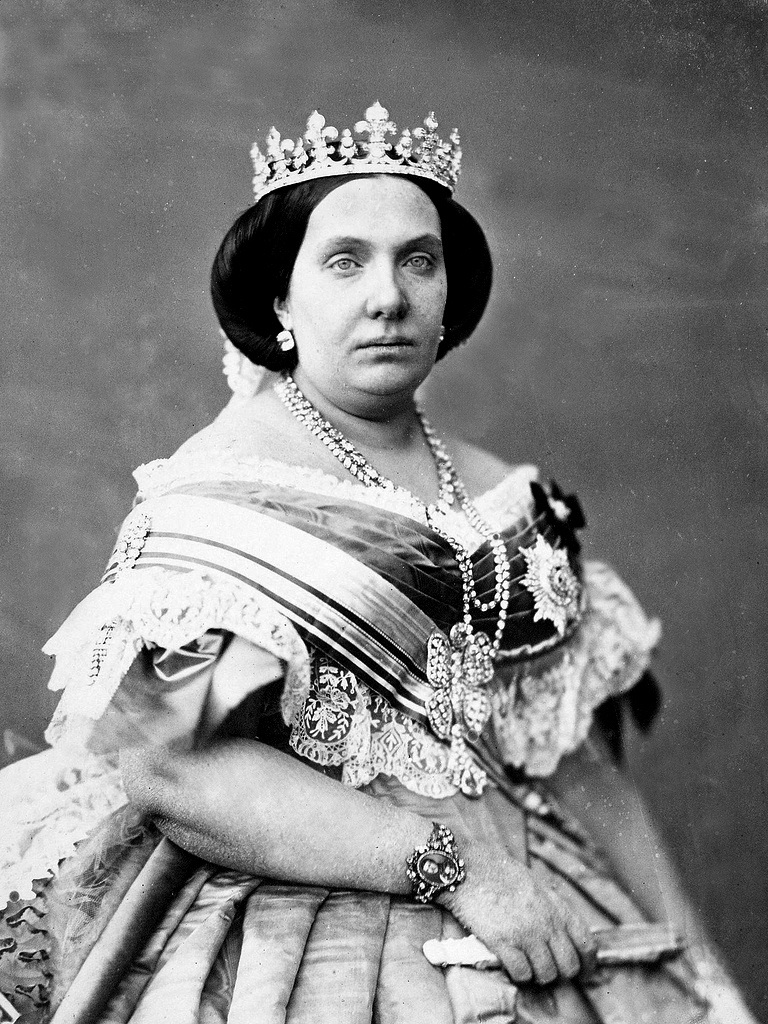
Isabella II. (1830–1904)

- Isabella Maria von Portugal (1801–1876), portugiesische Prinzessin, Regentin von Portugal
- Isabella von Angoulême († 1246), Gräfin von Angoulême und Königin von England
- Isabella von Aragón († 1271), Königin von Frankreich
- Isabella von Aragón (1470–1524), Herzogin von Mailand
- Isabella von Aragón und Kastilien (1470–1498), Prinzessin von Aragón und Kastilien, Königin von Portugal
- Isabella von Armenien, Tochter des armenischen Königs Leo III.
- Isabella von Armenien († 1252), Königin von Armenien
- Isabella von Bayern (1863–1924), Tochter von Prinz Adalbert Wilhelm von Bayern und Amalia de Bourbón
- Isabella von Beirut (1252–1282), Königin von Zypern und Herrin von Beirut
- Isabella von Braganza (1402–1465), Tochter von Alfons von Braganza und Beatriz Pereira de Alvim
- Isabella von Brasilien (1846–1921), Kronprinzessin von Brasilien
- Isabella von Brienne († 1360), Gräfin von Brienne und Lecce, Titularherzogin von Athen
- Isabella von Burgund, römisch-deutsche Königin
- Isabella von Clermont (1424–1465), Fürstin von Tarent und Königin von Neapel
- Isabella von England (1214–1241), englische Prinzessin, Kaiserin des Heiligen Römischen Reichs
- Isabella von Frankreich (1242–1271), Königin von Navarra
- Isabella von Hennegau († 1190), Königin von Frankreich
- Isabella von Ibelin (1241–1324), durch Heirat Königin von Zypern und Jerusalem
- Isabella von Kastilien (1283–1328), Königin von Aragón und Herzogin von Bretagne
- Isabella von Kastilien († 1392), spanische Adlige und durch Heirat Duchess of York
- Isabella von Mar († 1296), Erste Ehefrau von Robert the Bruce
- Isabella von Österreich (1501–1526), dänische Königin
- Isabella von Österreich-Teschen (1888–1973), Erzherzogin von Österreich-Teschen
- Isabella von Portugal († 1496), Mutter von Isabella I. der Katholischen
- Isabella von Portugal (1503–1539), Ehefrau von Karl V.Isabella von Portugal (1503–1539)

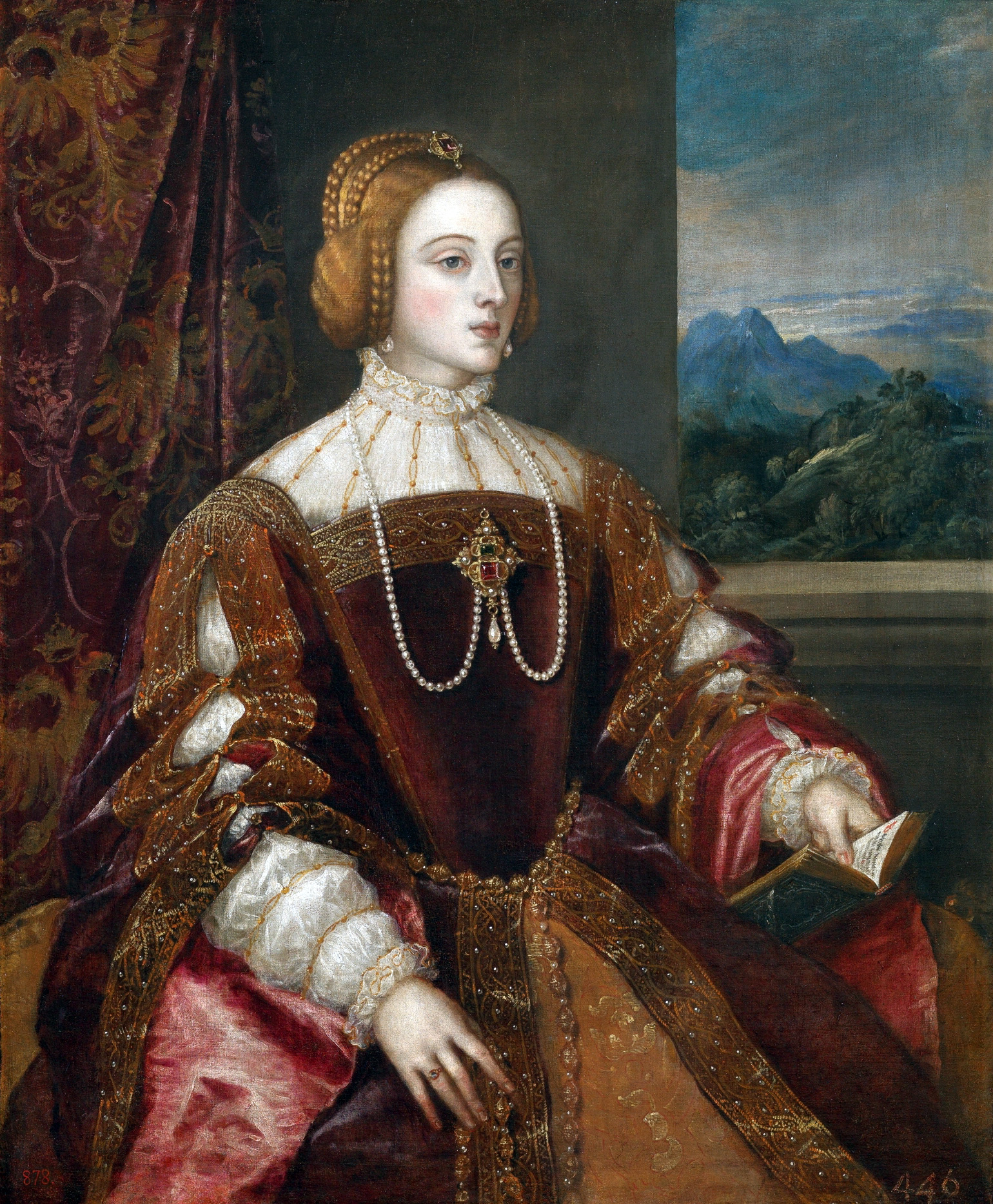
Isabella von Portugal (1503–1539)

- Isabella von Schottland (* 1196), schottische Königstochter
- Isabella von Spanien (1851–1931), spanische Prinzessin aus dem Haus Bourbon
- Isabella von Toron, Fürstin von Kleinarmenien, Titularherrin von Toron und Oultrejordain
- Isabella von Zypern († 1264), Tochter von Hugo I., Regentin von Zypern
- Isabella zu Dänemark (* 2007), dänische Prinzessin, Tochter von Frederik von Dänemark und Mary von DänemarkIsabella zu Dänemark (* 2007)

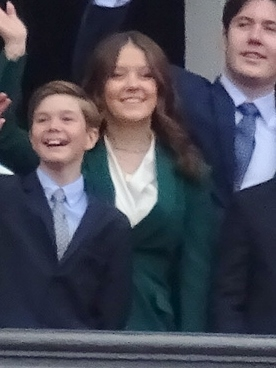
Isabella zu Dänemark (* 2007)

- Isabella, Andy (* 1996), US-amerikanischer Footballspieler
- Isabella, Countess of Fife, schottische Magnatin
- Isabella, Mia (* 1985), US-amerikanische transsexuelle Pornodarstellerin
- Isabella, Tony (* 1951), US-amerikanischer Comicautor
- Isabelle († 1428), Gräfin von Foix
- Isabelle, US-amerikanisches Wolfskindes
- Isabelle de France (1224–1269), Klostergründerin
- Isabelle de France († 1358), Prinzessin von Frankreich und Ehefrau von König Eduard II.
- Isabelle de Valois (1348–1372), französische Prinzessin
- Isabelle de Valois (1389–1409), Prinzessin von Frankreich, Tochter von König Karl VI.
- Isabelle de Villehardouin (1263–1312), Fürstin von Achaia
- Isabelle, Ana (* 1986), puerto-ricanische Sängerin, Tänzerin und Schauspielerin
- Isabelle, Katharine (* 1981), kanadische Schauspielerin
- Isabey, Eugène (1803–1886), französischer Maler
- Isabey, Jean-Baptiste (1767–1855), französischer Maler

### Isac
- Isac Elliot (* 2000), finnischer Popsänger
- Isac, Lidia (* 1993), moldauische Sängerin
- Isacchi, Gualtiero (* 1970), italienischer Geistlicher, römisch-katholischer Erzbischof von Monreale
- Isacco, Jennifer (* 1977), italienische Bobfahrerin
- Isacescu, Walburga von (1853–1925), österreichische Schwimmerin und Pionierin im Frauenschwimmsport
- Isachsen, Gunnerius Ingvald (1868–1939), norwegischer Polarforscher
- Isacks, Jacob C. (1767–1835), US-amerikanischer Politiker
- Isacson, Leo (1910–1996), US-amerikanischer Jurist und Politiker
- Isacsson, Arne (1917–2010), schwedischer Maler und Kunstpädagoge
- Isacsson, Pierre (1947–1994), schwedischer Musiker, Schauspieler und Hörspielsprecher

### Isae
- Isael (* 1988), brasilianischer Fußballspieler
- Isaev, Kristina (* 2001), deutsche Eiskunstläuferin

### Isag
- Isageum, Yuri († 57), König Sillas
- Isagoras, Politiker in Athen

### Isah
- Isah (* 1999), norwegischer Rapper, Sänger und Songwriter
- Isah, Musa (* 2000), bahrainischer Sprinter
- Isahak, Youssef Omar (* 1969), dschibutischer Judoka

### Isai
- Isai, Hekuran (1933–2008), albanischer kommunistischer Politiker
- Isaia da Pisa, italienischer Bildhauer
- Isaia, Pelenike, tuvaluische Politikerin
- Isaiah der Serbe, serbischer Mönch
- Isaiah Tishby (1908–1992), israelischer Literatur- und Religionswissenschaftler, Judaist, Kabbalist
- Isăilă, Daniel (* 1972), rumänischer Fußballspieler und -trainer
- Isăilă, Ion-Ilarion (* 1953), rumänischer Maler
- Isailović, Bojan (* 1980), serbischer Fußballspieler
- Isailović, Ivana (* 1986), serbische Volleyballspielerin
- Isailović, Nikola (* 1986), serbischer Handballspieler
- Isaios, attischer Redner

### Isak
- Isak ben Mordechai, jüdischer Schriftgelehrter
- Ísak Jóhannesson (* 2003), isländischer Fußballspieler
- Isak, Alexander (* 1999), schwedischer FußballspielerAlexander Isak (* 1999)

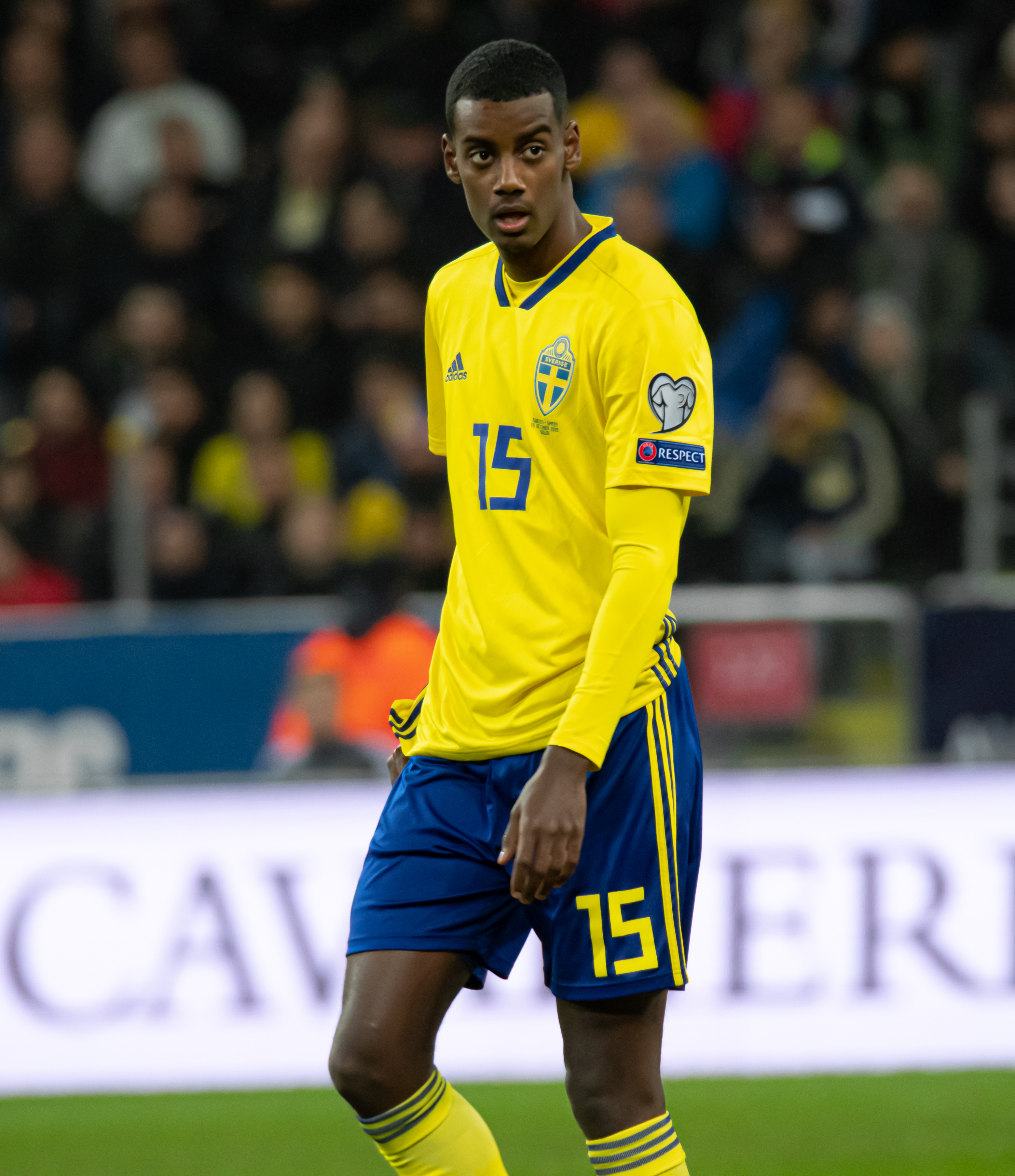
Alexander Isak (* 1999)

- Isaka, Kōtarō (* 1971), japanischer Schriftsteller
- Isaka, Mito (* 1976), japanische Fußballspielerin
- Isaka, Teppei (* 1974), japanischer Fußballspieler
- Isakiewicz, Edith (* 1907), österreichisch-britische Sportlerin
- Isakov, Gregory Alan (* 1979), US-amerikanischer Singer-Songwriter
- Isaković, Antonije (1923–2002), jugoslawischer bzw. serbischer Schriftsteller und Politiker
- Isaković, Mile (* 1958), jugoslawisch-serbischer Handballspieler und -trainer
- Isaković, Nemanja (* 1997), serbischer E-Sportler
- Isakovič, Sara (* 1988), slowenische Schwimmerin
- Isakower, Otto (1899–1972), US-amerikanischer Psychiater und Psychoanalytiker
- Isakowitz, Melanie (* 1980), deutsche Schauspielerin, Voice-Over- und Synchronsprecherin
- Isaksen, Ella Marie Hætta (* 1998), norwegisch-samische Sängerin und Joikerin
- Isaksen, Finn T. (1924–1987), norwegischer Politiker (Senterpartiet) und Manager
- Isaksen, Gustav (* 2001), dänischer Fußballspieler
- Isaksen, Ingvild (* 1989), norwegische Fußballspielerin
- Isaksen, Jógvan (* 1950), färöischer Schriftsteller
- Isaksen, Kiista P. (* 1972), grönländische Politikerin (Siumut)
- Isaksen, Kista, grönländische Handballspielerin und Kommunalpolitikerin
- Isaksen, Kjersti (* 1986), norwegische Biathletin
- Isaksen, Lassin (* 1961), färöischer Fußballschiedsrichter
- Isaksen, Magnar (1910–1979), norwegischer Fußballspieler
- Isaksen, Torbjørn Røe (* 1978), norwegischer konservativer Politiker
- Ísakson, Finnbogi (1943–2005), färöischer Journalist, Schriftsteller und Politiker der republikanischen Tjóðveldisflokkurin
- Isakson, Jane (* 1965), kanadische Biathletin
- Isakson, Johnny (1944–2021), US-amerikanischer Politiker
- Isaksson, Andreas (* 1981), schwedischer FußballtorhüterAndreas Isaksson (* 1981)

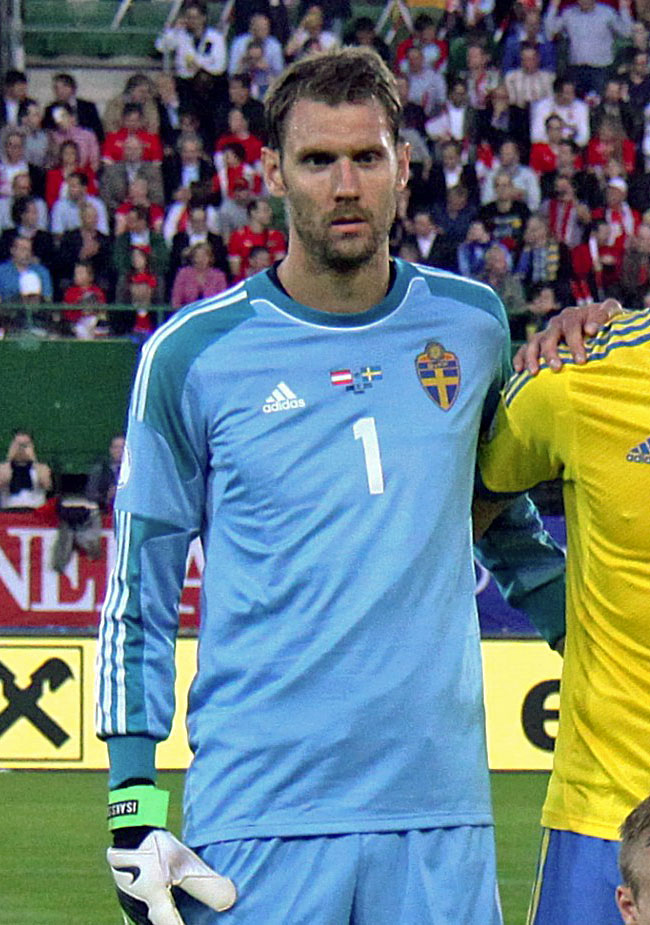
Andreas Isaksson (* 1981)

- Isaksson, Jan (* 1995), schwedisch-thailändischer Eishockeyspieler
- Isaksson, Kjell (* 1948), schwedischer Stabhochspringer
- Isaksson, Patrik (* 1973), schwedischer Schwimmer
- Isaksson, Preben (1943–2008), dänischer Bahnradsportler
- Isaksson, Sara (* 1971), schwedische Jazz- und Popsängerin
- Isaksson, Staffan (* 1952), schwedischer Fußballspieler und -trainer
- Isaksson, Ulf (1954–2003), schwedischer Eishockeyspieler
- Isaksson, Ulla (1916–2000), schwedische Autorin und Drehbuchautorin
- Isakstuen, Monica (* 1976), norwegische Schriftstellerin

### Isal
- Isalv, Solgerd (* 1982), schwedische Opernsängerin

### Isam
- Isaman, Roy Maurice (1917–1988), US-amerikanischer Marineoffizier
- Isambert, Anselme, französischer Dichter
- Isambert, Carl (1839–1899), deutscher Ingenieur
- Isambert, François-André (1792–1857), französischer Jurist und Politiker
- ʿIsāmī, al- (1639–1699), muslimischer Geschichtsschreiber, Gelehrter und Dichter schafiitischer Lehrrichtung
- Isamitt, Carlos (1887–1974), chilenischer Komponist, Maler und Hochschullehrer

### Isan
- Isangrim († 941), Bischof von Regensburg
- Isani, Claudio (1941–2001), deutscher Kulturjournalist und Autor

### Isao
- Isao, Nakauchi (1922–2005), japanischer Unternehmer und Philanthrop

### Isaq
- İsaqov, Elbrus (* 1981), aserbaidschanischer Skirennläufer

### Isar
- Isar (* 1983), deutsch-türkischer Rapper und Produzent
- Isar-Damu, Herrscher von Ebla
- Isara, Bodin (* 1990), thailändischer Badmintonspieler
- Isard, Walter (1919–2010), US-amerikanischer Wirtschaftswissenschaftler
- Isărescu, Andreea (* 1984), rumänische Kunstturnerin
- Isărescu, Mugur (* 1949), rumänischer Politiker
- Isariya Marom (* 1995), thailändischer Fußballspieler
- Isarnus von Fontiano († 1310), Erzbischof von Riga, Erzbischof von Lund und Erzbischof von Salerno

### Isas
- Isasi, Andrés (1890–1940), baskisch-spanischer Komponist
- Isasi, Iñaki (* 1977), spanischer Radrennfahrer
- Isasi, Joel (* 1967), kubanischer Leichtathlet
- Isasi, Néstor (* 1972), paraguayischer Fußballspieler
- Isasi, Nicolás (* 1987), argentinischer Filmemacher, Opernregisseur, Drehbuchautor, Autor und Hochschullehrer
- Isasi-Isasmendi, Antonio (1927–2017), spanischer Filmregisseur, Drehbuchautor, Filmeditor, und Filmproduzent
- Isaszegi, Róbert (* 1965), ungarischer Boxer

### Isat
- Isatitsch, Bert (1911–1994), österreichischer Rodelsportfunktionär

### Isau
- Isau, Ralf (* 1956), deutscher Schriftsteller
- Isauricius Calendinus, Gaius, römischer Centurio

### Isav
- Isava Fonseca, Flor (1921–2020), venezolanische Reitsportlerin, Tennis- und Golfspielerin sowie IOC-Mitglied

### Isaw
- Isawa, Taka (1933–1997), japanischer Schriftsteller

### Isay
- Isay, Ernst (1880–1943), deutscher Jurist
- Isay, Hermann (1873–1938), deutscher Jurist
- Isay, Richard (1934–2012), US-amerikanischer Psychiater
- Isay, Rudolf (1886–1956), deutscher Jurist, Patentanwalt und Kartellfachmann
- Isay, Wolfgang-Hermann (1928–2001), deutscher Strömungsphysiker und Hochschullehrer
- Isayama, Hajime (* 1986), japanischer MangakaHajime Isayama (* 1986)

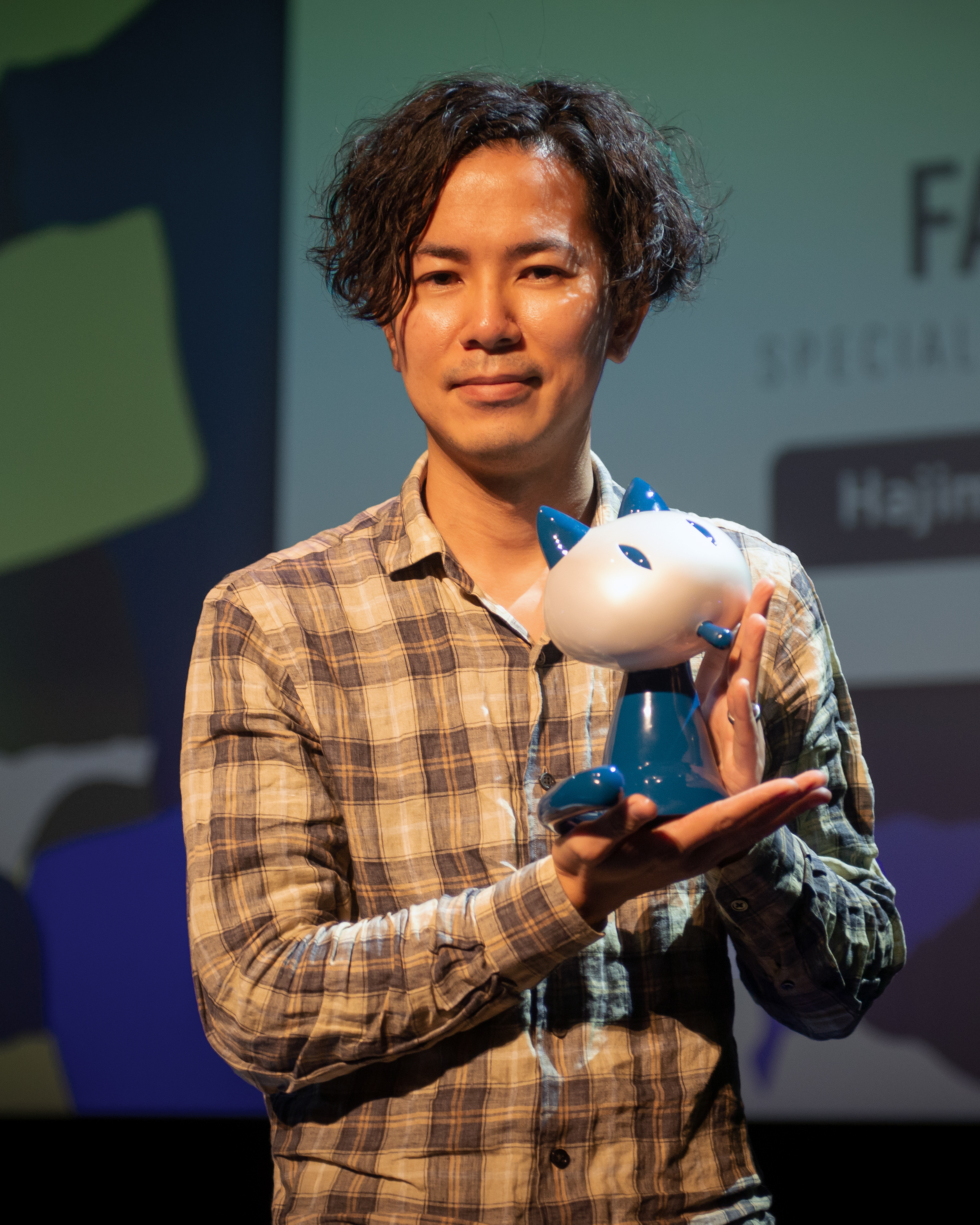
Hajime Isayama (* 1986)

- İsayev, Əli (* 1983), aserbaidschanischer bzw. russischer Ringer
- İsayev, Arif (* 1985), aserbaidschanischer Fußballspieler
- İsayev, Radik (* 1989), aserbaidschanischer Taekwondoin
- İsayev, Tahir (1922–2001), Leutnant der Roten Armee

### Isaz
- Isaza y Goyechea, Ricardo (1847–1929), uruguayischer römisch-katholischer Geistlicher, Weihbischof in Montevideo